# 圃田站
圃田站是一个陇海线上的铁路车站，位于河南省郑州市管城回族区圃田乡，距兰州站1201公里，目前为二等站，邮政编码为450047。目前担当陇海线上、下行方向列车接发作业，中欧班列到发，郑州地区集装箱、行包快运、特货货物及郑州市周边县市区货物的发到工作。本站南侧的郑州铁路集装箱中心站是中欧班列的始发站之一。

## 历史
1978年1月，郑州至商丘段陇海线复线开工。根据铁道部1977年10月的《关于转发陇海复线郑州至开封段设计问题座谈纪要的通知》，确定郑州至邵岗集之间的线路在复线建设时北移，接近1938年以前的陇海老线。1979年12月，郑商段陇海线复线开通交付运行。随着郑州至中牟间陇海线的改线，原线上的螺蛭湖、司赵、芦医庙、郑庵等站废弃，新设圃田、南寺、占杨三座中间站。
2008年车站股道由7条增加至10条，并设有17条货物作业线。到发线南侧分别为集装箱作业区、特货作业区和快运作业区，西南侧为钢铁物流作业区，另设有通往东升、油库、中纺机等单位的专用线。